# Lomon
Park Solomon (박솔로몬; nascido em 11 de novembro de 1999), também conhecido pelo seu nome artístico Lomon (로몬), é um ator sul-coreano nascido no Uzbequistão. Tendo estreado em 2014, ele é mais conhecido por seus papéis principais em Sweet Revenge (2017), All of Us Are Dead (2022) e Revenge of Others (2022).

## Início da vida e educação
Lomon nasceu em 11 de novembro de 1999, no Uzbequistão, filho de pais descendentes de Koryo-saram. Quando criança, ele e sua família viveram na Rússia e mais tarde se mudaram para a Coreia do Sul. Terminando o ensino fundamental na Coreia do Sul, Park completou seus estudos secundários na Apgujeong High School, localizada no Distrito de Gangnam, Seul.

Em uma entrevista, ele explicou o significado do seu nome:
"Eu não tenho religião. Ouvi dizer que meu pai o construiu com a intenção de que ele queria que eu vivesse sabiamente enquanto lia a Bíblia naquela época. Estou trabalhando duro com o nome dado. Eu viverei sabiamente."

## Carreira

### 2014–2019: Início da carreira
Lomon fez sua estreia em 2014 com duas séries dramáticas, Bride of the Century e 4 Legendary Witches. Depois de aparecer em vários outros papéis nos anos seguintes, ele ganhou atenção inicial elevada com seu papel principal em Sweet Revenge em 2017.
Em 2019, Lomon estrelou o drama chinês Lookism, tendo aprendido mandarim para o papel.

### 2022–presente: popularidade crescente
Ele fez seu retorno à telinha depois de dois anos, quando estrelou como Lee Su-hyeok na série temática de zumbis da Netflix All of Us Are Dead em 2022. Após o sucesso internacional da série, Lomon ganhou um grande número de 2 milhões de seguidores no Instagram em menos de uma semana. No mesmo ano, Lomon foi escalado como o personagem masculino principal na série Disney+ Revenge of Others, ao lado de Shin Ye-eun.
Em 19 de janeiro de 2022, Lomon assinou um contrato exclusivo com a Big Smile Entertainment. Em 2023, Lomon foi escalado como o personagem principal da websérie da U+ Mobile TV de 2024 Branding in Seongsu, onde desempenha o papel de So Eun-ho.
Em 2024, Lomon foi anunciado como o protagonista masculino ao lado de Kim Hye-yoon no próximo drama de fantasia da SBS TV Human from Today. Este drama marca seu retorno à televisão desde 2017, tendo se concentrado em webséries durante sua ascensão à fama.

## Filmografia

### Cinema
| Ano  | Título                                   | Personagem |
| ---- | ---------------------------------------- | ---------- |
| 2015 | The Empty Home                           | Yoon Chan  |
| 2015 | Earth to the Galaxy                      | Ji-gu      |
| 2016 | Mooseowon Iyagi 3: Hwasungeseo on Sonyeo | PZ3000     |

### Séries de televisão
| Ano  | Título               | Personagem                 |
| ---- | -------------------- | -------------------------- |
| 2014 | Bride of the Century | Choi Kang-joo (jovem)      |
| 2014 | 4 Legendary Witches  | Ma Do-hyun (jovem)         |
| 2015 | The Doctors          | Hong Ji-hong (adolescente) |
| 2016 | Shopping King Louie  |                            |
| 2017 | The Guardians        | Yoon Si-wan                |
| 2025 | Human from Today     | Kang Si-yeol               |

### Webséries
| Ano           | Título              | Personagem                    | Notas                 |
| ------------- | ------------------- | ----------------------------- | --------------------- |
| 2017          | Sweet Revenge       | Shin Ji-hoon                  |                       |
| 2019          | Lookism             | "Handsome" Tuo Wen Shuai/Kris | Série em chinês       |
| 2022–presente | All of Us Are Dead  | Lee Su-hyeok                  | 1ª Temporada–presente |
| 2022          | Revenge of Others   | Ji Soo-heon                   |                       |
| 2024          | Branding in Seongsu | So Eun-ho                     |                       |
| 2024          | Family Matters      | Baek Ji-hoon                  |                       |

## Prêmios e indicações
| Associações           | Ano  | Categoria                          | Nomeações          | Resultado |
| --------------------- | ---- | ---------------------------------- | ------------------ | --------- |
| Director's Cut Awards | 2023 | Melhor Ator Revelação na Televisão | All of Us Are Dead | Indicado  |
| MBC Drama Awards      | 2017 | Melhor Ator/Atriz Jovem            | The Guardians      | Indicado  |